# Powiat Northeim
Powiat Northeim (niem. Landkreis Northeim) – powiat w niemieckim kraju związkowym Dolna Saksonia. Siedziba powiatu znajduje się w mieście Northeim.

## Podział administracyjny
Powiat Northeim składa się z:
- 7 miast
- 4 gmin samodzielnych (Einheitsgemeinde)
- 1 obszaru wolnego administracyjnie (gemeindefreies Gebiet)

Miasta:
| Lp. | Nazwa miasta    | Ludność (31.12.2008) | Powierzchnia km² |
| --- | --------------- | -------------------- | ---------------- |
| 1   | Bad Gandersheim | 10.572               | 90,49            |
| 2   | Dassel          | 10.610               | 113,02           |
| 3   | Einbeck         | 34.233               | 231,26           |
| 4   | Hardegsen       | 8.293                | 83,87            |
| 5   | Moringen        | 7.308                | 82,25            |
| 6   | Northeim        | 29.980               | 145,67           |
| 7   | Uslar           | 15.100               | 113,40           |

Gminy samodzielne:
| Lp. | Nazwa gminy       | Ludność (31.12.2008) | Powierzchnia km² |
| --- | ----------------- | -------------------- | ---------------- |
| 1   | Bodenfelde        | 3.453                | 20,00            |
| 2   | Kalefeld          | 7.025                | 84,16            |
| 3   | Katlenburg-Lindau | 7.404                | 71,47            |
| 4   | Nörten-Hardenberg | 8.343                | 54,08            |

Obszary wolne administracyjnie:
| Lp. | Nazwa obszaru | Ludność (31.12.2008) | Powierzchnia km² |
| --- | ------------- | -------------------- | ---------------- |
| 1   | Solling       | teren niezamieszkany | 177,49           |